# تيوبيراما
تيوبيراما بلدية في ولاية توكانتينس في المنطقة الشمالية من البرازيل.